# Peter Rydasp
Peter Rydasp, född 5 november 1956 i Kalmar, är en svensk före detta fotbollsspelare, främst känd för att ha spelat i Kalmar FF mellan 1980 och 1986 där han var med och vann Svenska cupen 1981. Peter är far till fotbollsspelarna Patrik Rydasp, Marcus Rydasp och Niklas Rydasp.

## Karriär
Rydasp började sin fotbollskarriär på lägre lokal nivå i Kalmar Södra IF . Han flyttade sedan till Örebro för att studera och spelade då med BK Forward. Efter tre säsonger flyttade han tillbaka till Kalmar där det blev spel för Kalmar FF från säsongen 1980 . Här blev det 103 matcher i Allsvenskan varav 100 från start.

## Spelstil
Rydasps spelstil kännetecknades av att han som försvarare var svårpasserad och att han hade ett bra huvudspel. 

## Meriter

### I klubblag
Kalmar FF
- Svenska cupen (1): 1980/81

### Webbsidor
- ”Kalmar Södra Idrottsförening”. www.kalmarsodra.se. http://www.kalmarsodra.se/sida/Default.asp?ID=166988&v=4. Läst 23 december 2019.
- ”Bollkultur.ostrasmaland.se”. http://bollkultur.blogg.ostrasmaland.se/2012/11/5300/. Läst 23 december 2019.